# Macrocentrus oculatus
Macrocentrus oculatus är en stekelart som beskrevs av Szepligeti 1914. Macrocentrus oculatus ingår i släktet Macrocentrus och familjen bracksteklar. Inga underarter finns listade i Catalogue of Life.